# Seznam románských rotund v Praze
Seznam románských rotund v Praze obsahuje dochované, přestavěné i zaniklé rotundy postavené v období románské kultury na území Prahy a v obcích později k Praze připojených. Je řazen podle katastrů.

## Seznam
| Rotunda                          | Obrázek | Kategorie Commons                                                                                 | Katastr         | Lokace | Poznámka                                                                 | Souřadnice                                  |
| -------------------------------- | ------- | ------------------------------------------------------------------------------------------------- | --------------- | --- | ------------------------------------------------------------------------ | ------------------------------------------- |
| Rotunda neznámého zasvěcení      |         | Kategorie „Church of the Beheading of Saint John the Baptist (Dolní Chabry)“ na Wikimedia Commons | Dolní Chabry    | na místě kostela Stětí sv. Jana Křtitele                                                                                   | archeologický nález, před polovinou 12. století, průměr 12,60 m          | 50°8′57″ s. š., 14°26′32″ v. d.             |
| Rotunda svatého Víta             |         | Kategorie „Rotunda of Saint Vitus (Prague)“ na Wikimedia Commons                                  | Hradčany        | Pražský hrad, v místech Katedrály                                                                                          | archeologický nález                                                      | 50°5′27″ s. š., 14°24′3″ v. d.              |
| Rotunda svatého Jana Křtitele    |         |                                                                                                   | Malá Strana     | v místech zaniklého kostela svatého Jana Křtitele v Oboře                                                                  | vnitřní průměr lodi 5,20 m při síle zdiva 1,02 m, zdi z opukových kvádrů | 50°5′16″ s. š., 14°23′52″ v. d.             |
| Rotunda svatého Václava          |         | Kategorie „Rotunda of Saint Wenceslaus (Malá Strana)“ na Wikimedia Commons                        | Malá Strana     | Malostranské náměstí, pod bývalým jezuitským profesním domem                                                               | archeologický nález                                                      | 50°5′18″ s. š., 14°24′11″ v. d.             |
| Rotunda svatého Longina          |         | Kategorie „Rotunda of Saint Longinus (Prague)“ na Wikimedia Commons                               | Nové Město      | Na Rybníčku, u kostela svatého Štěpána                                                                                     | počátek 12. století                                                      | 50°4′36″ s. š., 14°25′32″ v. d.             |
| Rotunda svatého Pankráce         |         |                                                                                                   | Nusle           | původní osada Krušina, na místě kostela sv. Pankráce                                                                       | archeologický nález; 11. století                                         | 50°3′28″ s. š., 14°25′52″ v. d.             |
| Rotunda svaté Máří Magdalény     |         | Kategorie „Rotunda of Saint Mary Magdalene (Přední Kopanina)“ na Wikimedia Commons                | Přední Kopanina | K Tuchoměřicům | okrouhlá loď (vnitřek napříč přes 5 m), 1. polovina 12. století          | 50°7′2″ s. š., 14°17′47″ v. d.              |
| Rotunda svatého Kříže Menšího    |         | Kategorie „Rotunda of the Holy Cross“ na Wikimedia Commons                                        | Staré Město     | křižovatka Konviktské a Karolíny Světlé                                                                                    | po roce 1125                                                             | 50°4′58″ s. š., 14°24′53″ v. d.             |
| Rotunda svatého Vavřince         |         |                                                                                                   | Staré Město     | v místech kostela sv. Anny                                                                                                 | archeologický nález                                                      | 50°5′6″ s. š., 14°24′58″ v. d.              |
| Rotunda svatého Jana Evangelisty |         |                                                                                                   | Vyšehrad        | v původním paláci knížete Vratislava II. v jihozápadní části areálu nad vyšehradskou skalou, v místech Starého purkrabství |                                                                          | 50°3′47″ s. š., 14°25′2″ v. d. (orientační) |
| Rotunda svatého Martina          |         | Kategorie „Rotunda of Saint Martin (Vyšehrad)“ na Wikimedia Commons                               | Vyšehrad        | Pevnost Vyšehrad | konec 11. století, vnitřní průměr 6,5 m, síla zdiva až 95 cm             | 50°3′49″ s. š., 14°25′18″ v. d.             |